# 匪諜

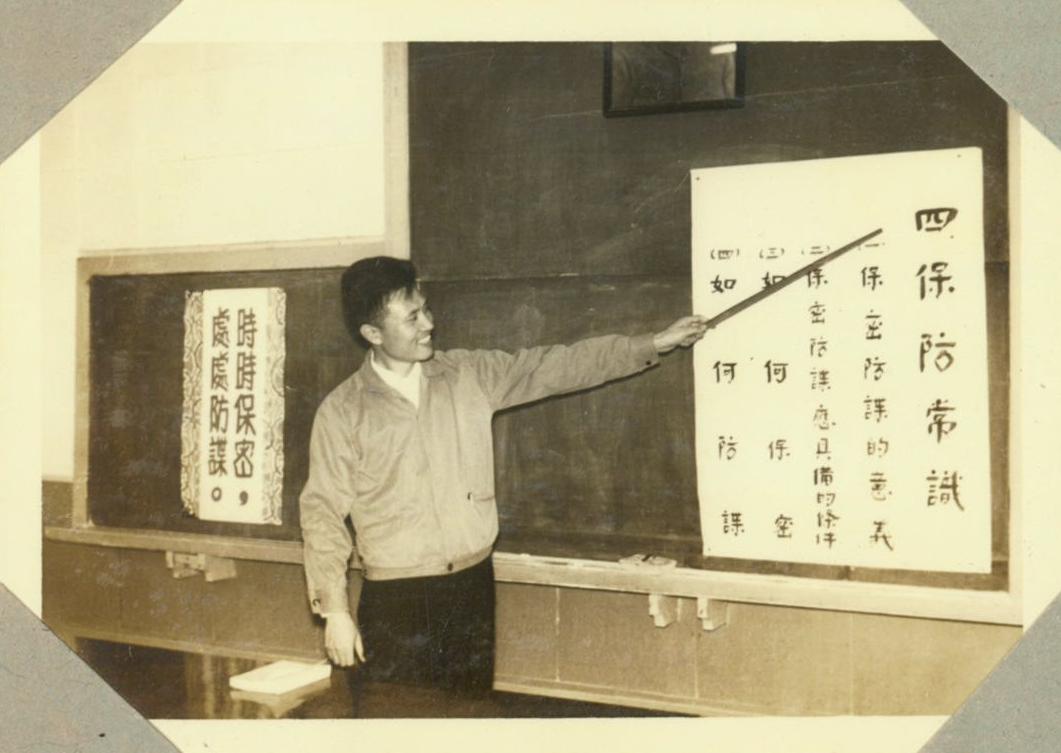
虎尾女中推行「保密防諜」教育

匪諜，中華民國政府在台灣戒嚴時期及現在在政府各機關，包括執政黨內被中國共產黨滲透所使用的法律術語，在《戡亂時期檢肅匪諜條例》、《懲治叛亂條例》等法規用以指稱犯刑法第一百條第一項、第一百零一條第一項、第一百零三條第一項（包括未遂犯）、第一百零四條第一項（包括未遂犯）之罪者與預備或陰謀犯。匪諜並不專指中國共產黨派遣至台灣進行地下情報活動的間諜人員，稱其為匪諜乃因其皆犯前罪，充滿特定的意識型態。早前多使用於「罵人」或有「特定目的」的政治人物上，之後逐漸成為歷史名詞，於法律案件中則正式稱為「共諜」。

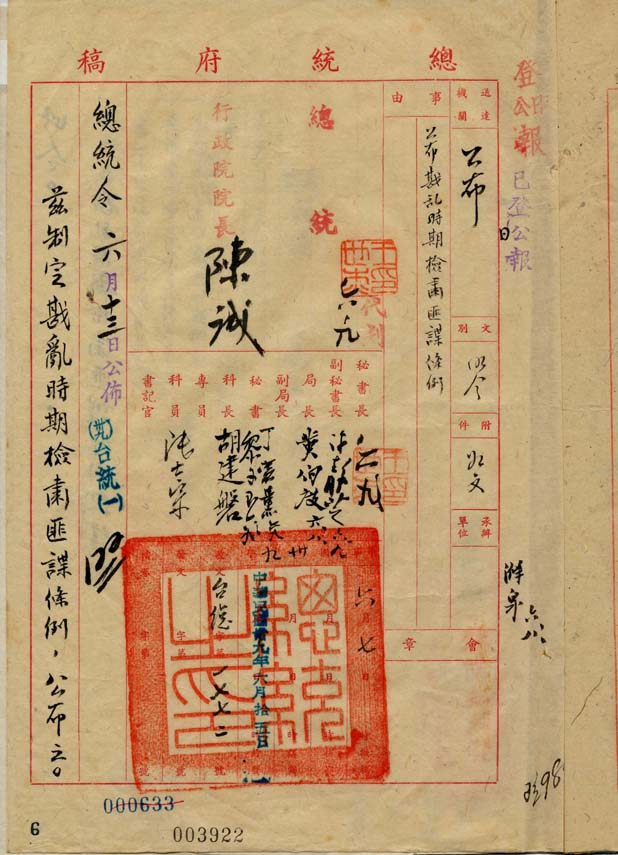
公佈戡亂時期檢肅匪諜條例，1950年6月13日

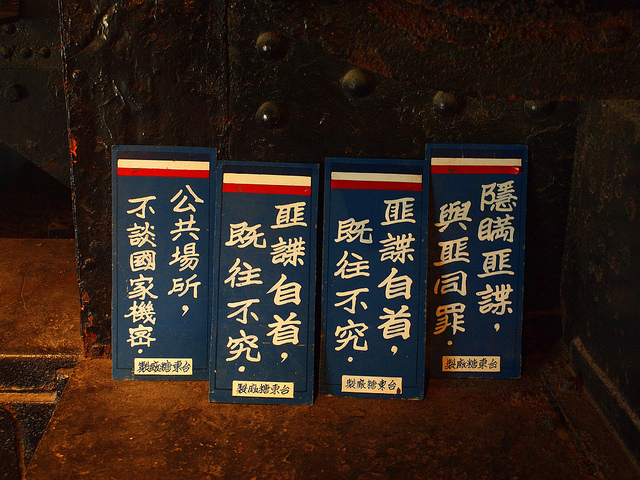
在台灣過去年代，大街小巷常見的標語

## 歷史源流
1949年中共建政，國民政府失去大陸治權，中央政府前往台北，時任中華民國總統蔣介石認為失去大陸的原因在於中國共產黨在政府和社會上各領域滲透着大量間諜，而國民黨卻懵然不知，導致國共內戰的失敗，故在1950年，通過《戡亂時期檢肅匪諜條例》，由臺灣警備總司令部負責逮捕被認為有中共背景嫌疑的和宣傳共產主義人士，大多指大陸派來的間諜。這段時期被稱為白色恐怖時期，因為只要被密報是匪諜，不經任何法律程序，政府就可以加以逮捕、審訊、甚至定罪下獄。實際上「匪諜」包括但𣎴只限於中共特務，更涵蓋當年反對國民黨的異見人士，政府大力利用戒嚴（懲治叛亂條例）來拘捕政治異議人士，包括支持言論自由等西方進步思想，支持組織反對黨，被認為思想「左傾」的人士，支持台灣獨立運動份子，甚至稍為諷刺政府的人士，只要是被政府認定有「嫌疑」，都會被冠上反政府的罪名（如施明德、許信良等），而政府本身亦會設計陷害反對國民黨的勢力，因此也造成許多冤獄事件。
1957年，在一份名為統一對朱毛共匪及有關名稱要點的公文中，上簽單位鉅細靡遺的羅列對中共的各種稱呼，如一般稱為就稱「朱毛共匪」，簡稱「朱毛」；對共匪的情報人員、特務份子，稱為「朱毛匪」、「朱毛匪諜」，簡稱「匪特」或「匪諜」。蔣中正在公文裡裁示，不要用「匪特」，直接用「匪諜」二字。此後「匪諜」二字廣泛使用在各種宣傳標語上。
戒嚴時期的台灣，經常可以看到「保密防諜，人人有責」的標語，提醒人民「小心！匪諜就在你身邊」，要求人民主動檢舉匪諜，因此台灣社會將「匪諜」、「共匪」視為禁忌。